# Ad Versluijs
Ad Versluijs (Biervliet, 1 mei 1946) is een Nederlands voormalig voetballer die gedurende  zijn gehele professionele loopbaan in België speelde. 
Versluijs werd in 1967 gecontracteerd door de Belgische tweedeklasser Berchem Sport. Als spits scoorde hij veelvuldig maar Versluijs verliet de club na degradatie in 1974. Hij vertrok naar Cercle Brugge waar hij op diverse posities werd ingezet, van middenvelder tot rechtsachter. In 1977 keerde Versluijs terug naar Berchem Sport maar in 1979 moest hij zijn actieve loopbaan beëindigen vanwege een chronische enkelblessure.
Vervolgens werkt Versluijs als (assistent-)trainer, onder andere bij FC Eindhoven, DS'79 en Roda JC.